# Król Kaszubów
Król Kaszubów – nieoficjalny tytuł nadawany wyróżniającym się i powszechnie uznawanym działaczom na Kaszubach. Był on wyrazem okazywanego im szacunku, ale niekiedy także dowcipem. Elekcje odbywały się na ogół nieoficjalnie, zwyczajowo w środowiskach wiejskich i małomiasteczkowych. Niektórzy Królowie osiągali rangę ogólnokaszubską.
Niemniej fakt istnienia takiego tytułu przysparzał Kaszubom na przestrzeni lat niejednokrotnie trudności.

## Kaszubscy Królowie
Nie istnieje oficjalny rejestr Królów Kaszubów. Do najbardziej znanych należeli:
- Antoni Abraham
- Tomasz Rogala
- Wincenty Rogala
- Wiktor Grulkowski
- Teodor Przewoski
- Karol Kreft
- Hilary Jastak